# Esiliiga 2012
Die Esiliiga 2012 war die 22. Spielzeit der zweithöchsten estnischen Fußball-Spielklasse der Herren. Sie begann am 11. März und endete am 4. November 2012.

## Modus
Die Liga umfasste wie in der Vorsaison zehn Teams. Dabei traten die Mannschaften an 36 Spieltagen jeweils vier Mal gegeneinander an. Der Tabellenerste FC Infonet Tallinn stieg direkt in die Meistriliiga auf, der Drittplatzierte JK Tarvas Rakvere spielte in der Relegation gegen den Neunten der Meistriliiga JK Tallinna Kalev um den Aufstieg. Reservemannschaften waren nicht aufstiegsberechtigt. Der Letzte und Vorletzte stiegen in die drittklassige Esiliiga B ab, der Achte musste in die Relegation gegen den Abstieg.

## Vereine
Absteiger aus der Meistriliiga in die Esiliiga gab es nicht, da der Letztplatzierte FC Ajax Lasnamäe in der vierten Liga neu startete. Daher durfte der Relegationsverlierer Pärnu Linnameeskond in der Esiliiga bleiben. Aus der II Liiga kamen Tammeka Tartu II, Tart SK 10 und JK Tarvas Rakvere hinzu.
| Verein                | Stadt   | Stadion                    | Kapazität |
| --------------------- | ------- | -------------------------- | --------- |
| FC Levadia Tallinn II | Tallinn | Maarjamäe staadion         | 1.500     |
| FC Infonet Tallinn    | Tallinn | Infoneti Lasnamäe staadion | 1.200     |
| FC Flora Tallinn II   | Tallinn | Sportland Arena            | 1.198     |
| FC Puuma Tallinn      | Tallinn | Wismari staadion           | 0500      |
| JK Tammeka Tartu II   | Tartu   | Tamme staadion             | 1.600     |
| Tartu SK 10           | Tartu   | Tamme staadion             | 1.600     |
| Pärnu Linnameeskond   | Pärnu   | Strand-Stadion             | 1.500     |
| Kiviõli Tamme Auto    | Kiviõli | Kiviõli linnastaadion      | 0500      |

## Abschlusstabelle
| Pl. | Verein                  | Sp. | S  | U | N  | Tore    | Diff. | Punkte |
| --- | ----------------------- | --- | -- | - | -- | ------- | ----- | ------ |
| 1.  | FC Infonet Tallinn      | 36  | 26 | 5 | 5  | 094:330 | +61   | 83     |
| 2.  | FC Flora Tallinn II     | 36  | 20 | 9 | 7  | 066:320 | +34   | 69     |
| 3.  | JK Tarvas Rakvere (N)   | 36  | 21 | 5 | 10 | 066:580 | +8    | 68     |
| 4.  | Tartu SK 10 (N)         | 36  | 15 | 9 | 12 | 065:580 | +7    | 54     |
| 5.  | FC Levadia Tallinn II   | 36  | 15 | 8 | 13 | 077:560 | +21   | 53     |
| 6.  | Kiviõli Tamme Auto      | 36  | 12 | 6 | 18 | 078:830 | −5    | 42     |
| 7.  | FC Puuma Tallinn        | 36  | 12 | 7 | 17 | 055:610 | −6    | 43     |
| 8.  | JK Tammeka Tartu II (N) | 36  | 10 | 7 | 19 | 055:830 | −28   | 37     |
| 9.  | Pärnu Linnameeskond     | 36  | 9  | 9 | 18 | 043:720 | −29   | 36     |
| 10. | FC Lootus Kohtla-Järve  | 36  | 6  | 1 | 29 | 040:103 | −63   | 19     |

Platzierungskriterien: 1. Punkte – 2. Direkter Vergleich (Punkte, Tordifferenz, geschossene Tore) – 3. Tordifferenz – 4. geschossene Tore

| (N) | Neuaufsteiger aus der II Liiga |

## Relegation
Aufstieg
Die Spiele fanden am 11. und 17. November 2012 statt.
|                   | Gesamt |                   | Hinspiel | Rückspiel |
| ----------------- | ------ | ----------------- | -------- | --------- |
| JK Tarvas Rakvere | 1:3    | JK Tallinna Kalev | 1:2      | 0:1       |

Beide Vereine blieben in ihren jeweiligen Ligen.
Abstieg
Die Spiele fanden am 11. und 17. November 2012 statt.
|                     | Gesamt |                     | Hinspiel | Rückspiel |
| ------------------- | ------ | ------------------- | -------- | --------- |
| JK Tulevik Viljandi | 3:4    | JK Tammeka Tartu II | 1:1      | 2:3       |

- Tulevik Viljandi stieg in die Esiliiga auf.

## Torschützenliste
| Pl. | Name             | Team                  | Tore |
| --- | ---------------- | --------------------- | ---- |
| 01. | Elysée Kouadio   | FC Infonet Tallinn    | 31   |
| 02. | Maksim Lipin     | FC Infonet Tallinn    | 21   |
| 02. | Tõnis Starkopf   | Kiviõli Tamme Auto    | 21   |
| 04. | Nikita Koger     | FC Levadia Tallinn II | 14   |
| 04. | Jonas Ljaš       | JK Tarvas Rakvere     | 14   |
| 04. | Aleksei Mamontov | Tartu SK 10           | 14   |